# 美ヶ原
美ヶ原（うつくしがはら）は、八ヶ岳中信高原国定公園北西部にある長野県松本市、上田市、小県郡長和町にまたがる高原。日本百名山の一つ。

## 概要
フォッサマグナ西縁近くに噴出した第四紀の火山である。
かつては楯状火山とその溶岩台地と考えられてきたが、現在は安山岩質の組成を持つ火山の浸食地形と解釈されるようになった。最高峰は、王ヶ頭（2,034 m）。他に、王ヶ鼻（2,008 m）、茶臼山（2,006 m）、牛伏山（1,990 m）、鹿伏山（1,977 m）、武石峰（1,973 m）といったピークがある。山頂付近は平坦な台地状の地形で、美ヶ原牧場と呼ばれる牛の放牧地となっている。美ヶ原牧場には5月から10月まで約300頭の牛が放牧されている。茶臼山頂上は草原で展望良く、とくに車山、蓼科山方面が近くに見える。
長野県のほぼ中央に位置し、県内の広範囲を見渡すことができる。このことから各種、放送・通信の要衝となっている。
なお、松本市側の山頂（松本市入山辺字美ヶ原山頂）は日本郵便から交通困難地の指定を受けているため、地外から当地宛に郵便物を送付することはできない。

## 開発史
「美ヶ原」という呼称について、文献上の初見は『信府統記』であるとされる。定着したのは、1921年（大正10年）に木暮理太郎が、日本山岳会の会報『山岳』に登山の記録を載せてからである。
山頂付近は、平安時代より放牧地として利用されてきた。江戸時代には、御嶽山が展望できることから、御嶽教の山岳信仰の山ともなった。王が鼻に並ぶ神像群はいずれも御嶽山の方角を向いており、御嶽教の信仰の対象である。
- 1909年（明治42年） - 美ヶ原牧場が開かれ、本格的な牧場として利用が始まった。
- 1930年（昭和5年） - 頂上に山本小屋が開業し、多くの登山者が訪れるようになった。
- 1954年（昭和29年） - 美ヶ原のシンボルとなっている「美しの塔」が、遭難防止のための道標および避難所として建設された。
- 1957年（昭和32年） - 山頂までの林道が開通し、頂上付近までバスが運行されNHKとSBCのアンテナが王ヶ頭に建設された。
- 1981年（昭和56年） - ビーナスラインが開通し美ヶ原高原美術館が開館して、自家用車で手軽に行ける観光地となった。
- 1993年（平成5年） - 長野県美ヶ原自然保護センター開館。

## 観光

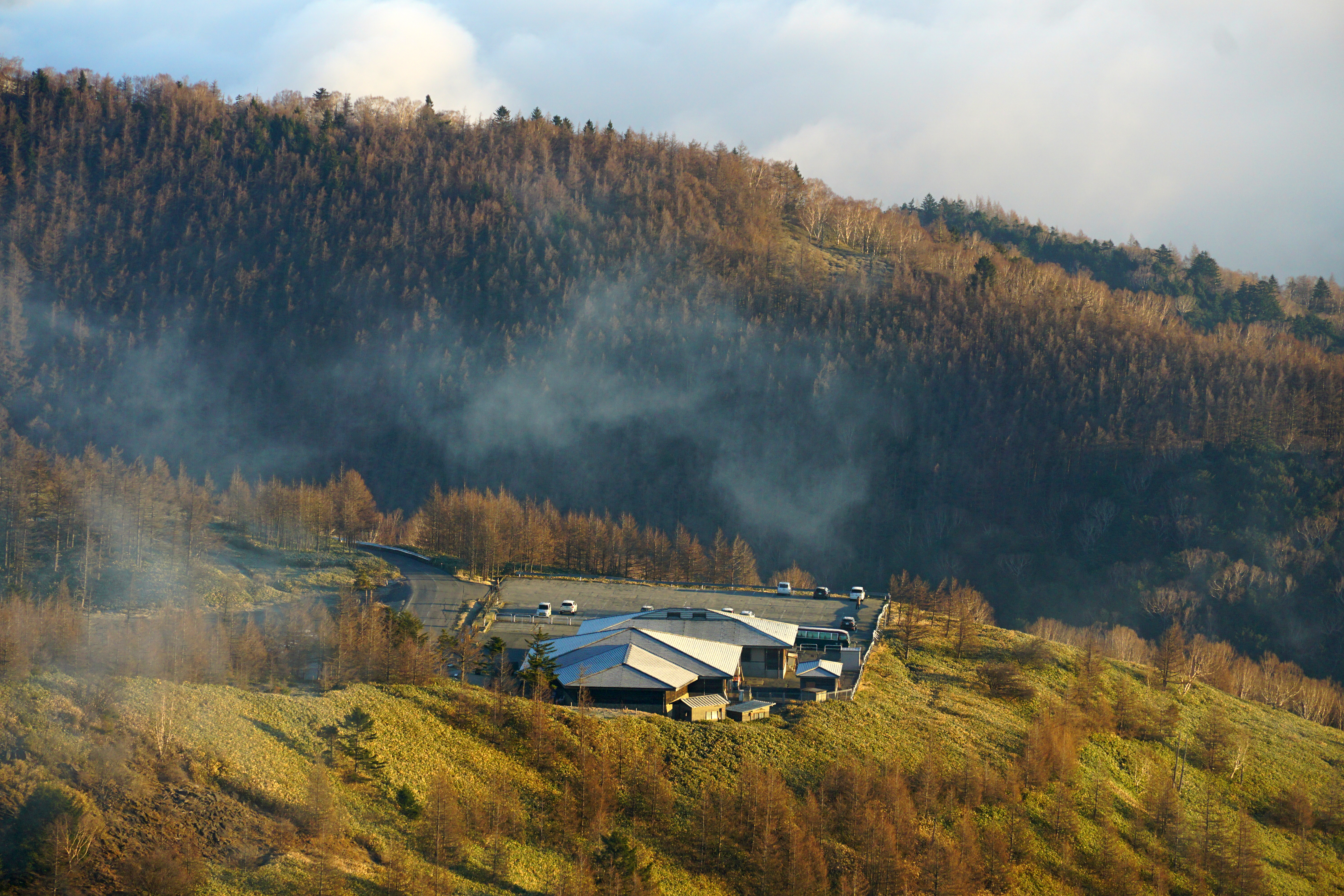
長野県美ヶ原自然保護センター

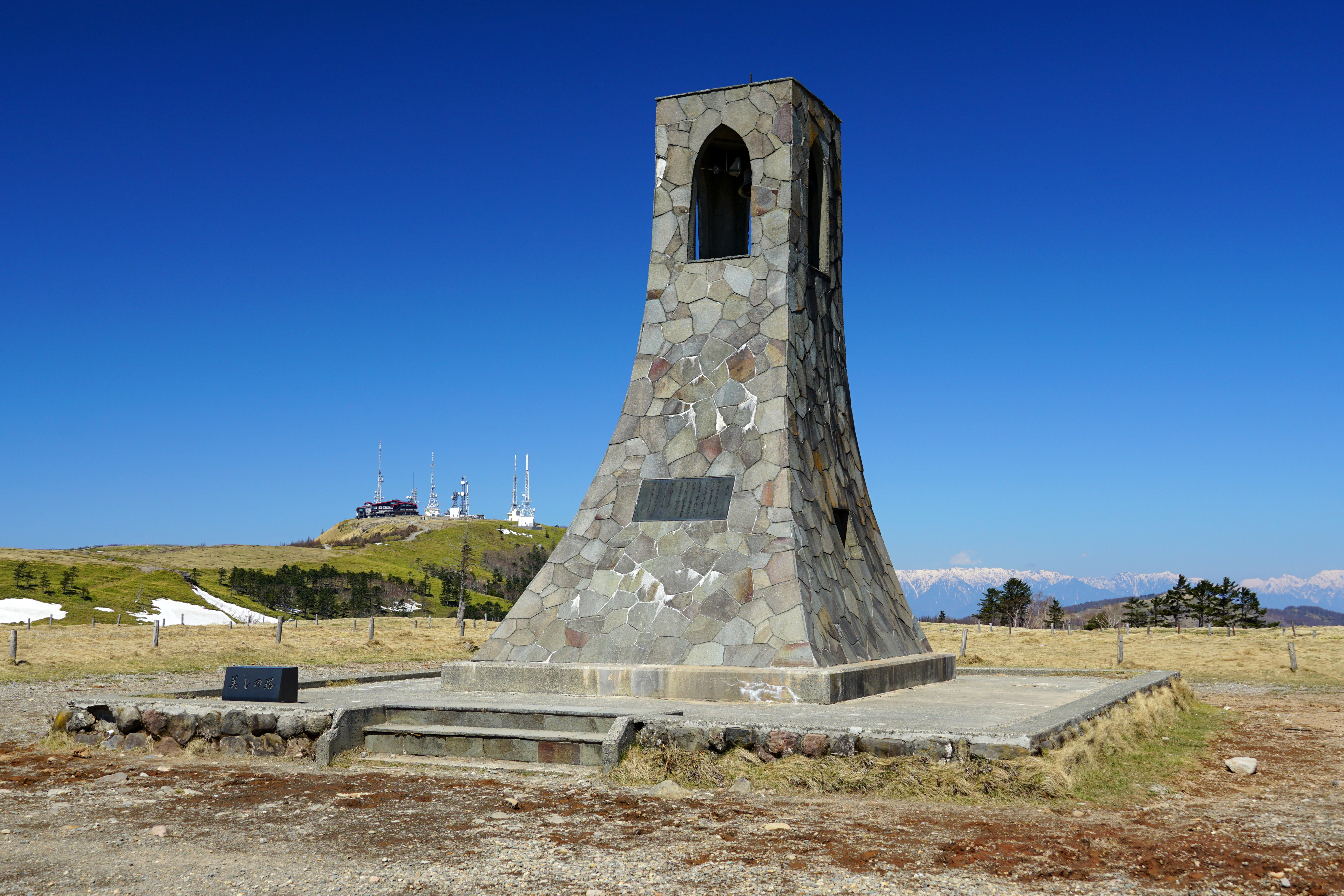
美しの塔

- 高原散策（長野県美ヶ原自然保護センター・王ヶ鼻 - 王ヶ頭 - 塩くれ場 - 美ヶ原高原美術館）
  - 「パノラマコース」は、高原上の牧場の中を通る未舗装の車道であるが、一般車の通行は規制されている。徒歩2時間程度のコースである。初夏のレンゲツツジ、晩夏のマツムシソウを代表として、様々な種類の花が6月から9月頃には沿道に咲きみだれる。塩くれ場から王ヶ鼻へは「パノラマコース」に並行して歩行者専用の「アルプス展望コース」が設けられており、こちらは北アルプスをより近くに望むことができる。
- 長野県美ヶ原自然保護センター
  - 展示室、軽食堂・売店「うつくしテラス」。
  - 美ヶ原高原美術館とは直線距離で約6km離れている。
- 塩くれ場
  - 石の上に塩を置いて、牛に塩を与える場所。
- 美しの塔
  - 美ヶ原高原にある塔。1954年（昭和29年）に霧鐘塔（霧で視界が悪い時に登山者のために鳴らす鐘の塔）として建てられた。現在の塔は1984年（昭和59年）に再建されたもので、高原のシンボルとなっている。美ヶ原産の鉄平石でできた高さ6メートルの塔で中は避難場所となっている。塔には尾崎喜八の詩集『高原詩抄』に掲載された詩「美ヶ原溶岩台地」が刻まれている。毎年4月25日に塔の前で開山祭が行われる。
- 美ヶ原高原美術館
- 美ヶ原温泉は、美ヶ原山麓の平地（松本市里山辺）にある温泉。

## 登山

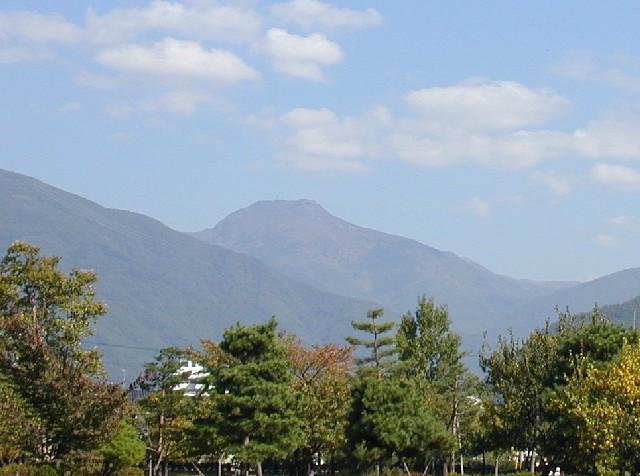
松本市内からの王ヶ頭

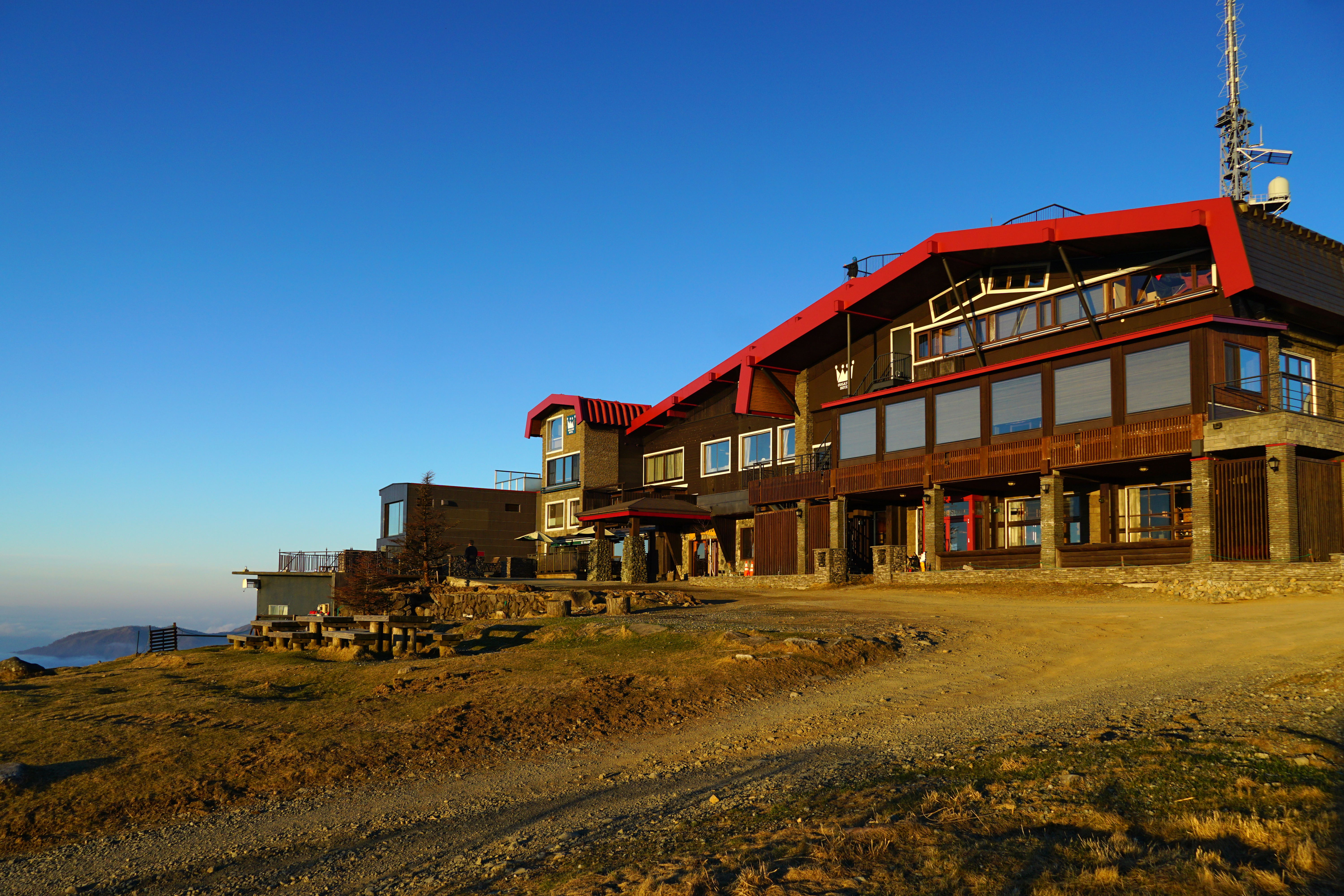
王ヶ頭ホテル

### 主な山

#### 王ヶ頭
美ヶ原の最高峰で標高2,034 m。王ヶ頭ホテルがあるほか電波塔が多数設置されている。

#### 王ヶ鼻
王ヶ頭の西側の尾根の先端にある山で標高2,008 m。王ヶ頭から約20分のところにあり石仏がある。

#### 牛伏山
美ヶ原の東側にある山で標高1,990 m。山麓の美ヶ原高原美術館から約10分、南側の山本小屋ふる里館から約10分のところにある。

### 周辺の山小屋
- 王ガ山荘
- 王ヶ頭ホテル
- 美ヶ原桜清水コテージ
- 山荘ピリカ
- 美ヶ原高原三城YH
- 美ヶ原ハイランドロッジ
- 美ヶ原高原ホテル
- 山本小屋
- 山本小屋ふる里館

## 放送局送信所

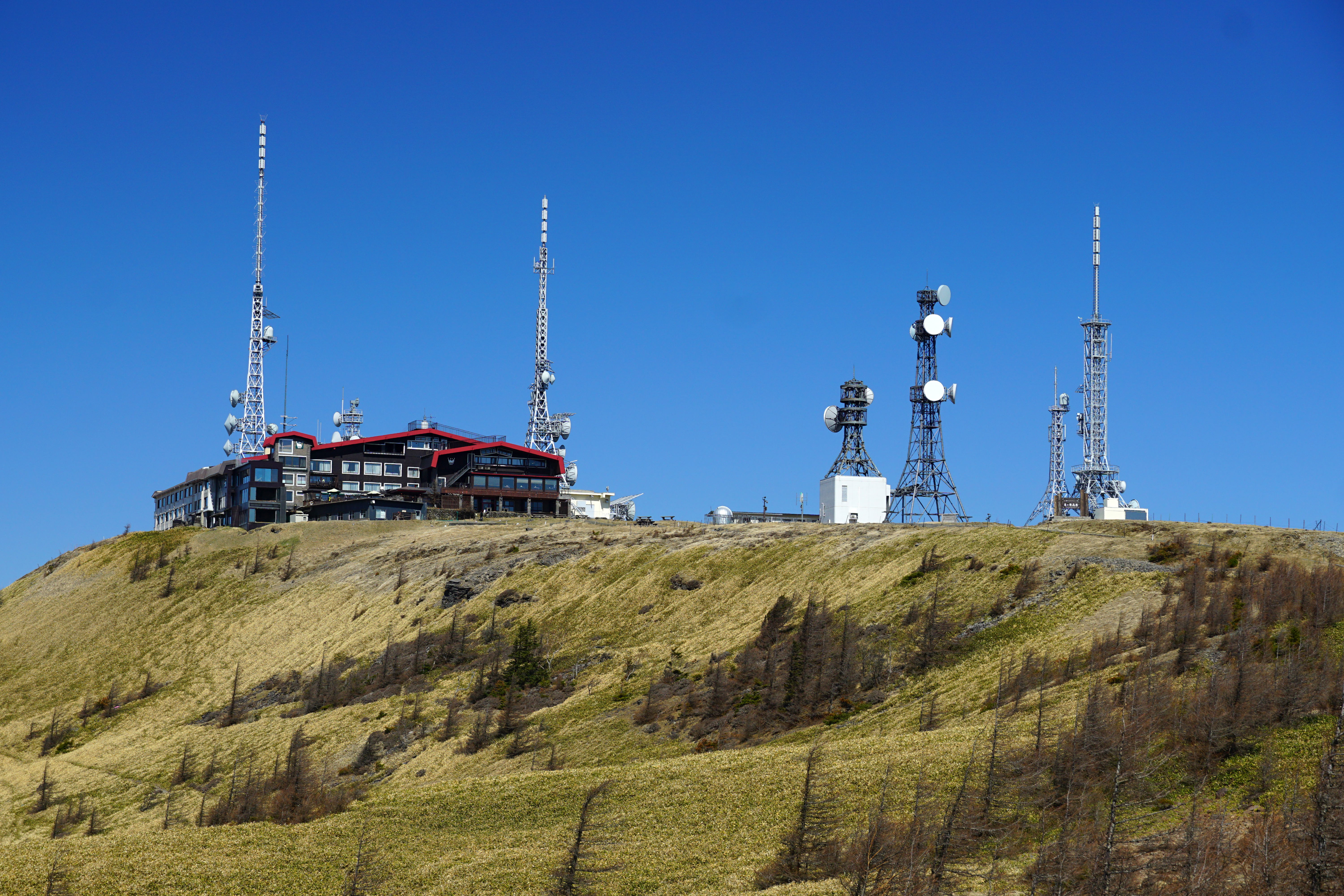
王ヶ頭にある各種電波塔

松本市と上田市の境界に長野県内を放送範囲とする放送局の送信所が設置されている。テレビ送信所としては日本一の標高（長野放送は2,073 m）に位置する。送信所の標高が高い事から周辺地域の関東地方や東海地方、新潟県などスピルオーバーによって受信可能な地域もあり広範囲に電波が届いている。
当初は信越放送が日本のテレビ局としてはNHK大阪放送局の本局が生駒山に、北海道放送（HBC）の札幌本局が手稲山に設置したのに続いて山頂設置（マウンテン・トップ方式）により開局。これに他局も追従することで全社局の送信所がここに揃った。

### 地上デジタルテレビジョン放送送信設備
| ID | 放送局名         | コールサイン | チャンネル | 空中線 電力 | ERP    | 放送対象地域 | 放送区域 内世帯数 | 開局日         |
| -- | ---------------- | ------------ | ---------- | ----------- | ------ | ------------ | ----------------- | -------------- |
| 1  | NHK 長野総合     | JONK-DTV     | 17ch       | 1 kW        | 7.8 kW | 長野県       | 40万0434世帯      | 2006年 4月1日  |
| 2  | NHK 長野教育     | JONB-DTV     | 13ch       | 1 kW        | 7.8 kW | 全国         | 40万0434世帯      | 2006年 4月1日  |
| 4  | TSB テレビ信州   | JONI-DTV     | 14ch       | 1 kW        | 10 kW  | 長野県       | 40万0434世帯      | 2006年 10月1日 |
| 5  | abn 長野朝日放送 | JOGH-DTV     | 18ch       | 1 kW        | 9.7 kW | 長野県       | 40万0453世帯      | 2006年 10月1日 |
| 6  | SBC 信越放送     | JOSR-DTV     | 16ch       | 1 kW        | 7.9 kW | 長野県       | 40万0434世帯      | 2006年 10月1日 |
| 8  | NBS 長野放送     | JOLH-DTV     | 15ch       | 1 kW        | 8.7 kW | 長野県       | 40万0434世帯      | 2006年 10月1日 |

- 送信所施設は各局とも既存のアナログ送信所を継続使用しているが、SBCデジタルテレビのみ既存のアナログ送信所を使用せず、NHKの送信所施設に相乗りしている。

### 地上アナログテレビジョン放送送信設備
- 2011年7月24日の地上波アナログ放送終了をもって全局廃止となった。

| ch  | 放送局名         | コールサイン | 空中線電力 （映像/音声） | ERP （映像/音声） | 放送対象地域 | 放送区域内世帯数 | 放送終了日    |
| --- | ---------------- | ------------ | ------------------------ | ----------------- | ------------ | ---------------- | ------------- |
| 2   | NHK 長野総合     | JONK-TV      | 1 kW/ 250 W              | 6.6 kW/1.6 kW     | 長野県       | 約50万世帯       | 2011年7月24日 |
| 9   | NHK 長野教育     | JONB-TV      | 1 kW/ 250 W              | 9.8 kW/2.4 kW     | 全国         | 約50万世帯       | 2011年7月24日 |
| 11  | SBC 信越放送     | JOSR-TV      | 1 kW/ 250 W              | 12 kW/3 kW        | 長野県       | 約50万世帯       | 2011年7月24日 |
| 20  | abn 長野朝日放送 | JOGH-TV      | 10 kW/ 2.5 kW            | 100 kW/26 kW      | 長野県       | 約50万世帯       | 2011年7月24日 |
| 30+ | TSB テレビ信州   | JONI-TV      | 10 kW/ 2.5 kW            | 100kW/25 kW       | 長野県       | 約50万世帯       | 2011年7月24日 |
| 38  | NBS 長野放送     | JOLH-TV      | 10 kW/ 2.5 kW            | 92 kW/23 kW       | 長野県       | 約50万世帯       | 2011年7月24日 |

- NHKは、長野局美ヶ原送信所開局の前年に、長野市内をカバーするための善光寺平中継局を開局させた（東京JOAK-TVの中継局として）。また美ヶ原がある松本市だが、山陰になる部分も多く市内向けに別に中継局が開設されている。
- テレビ信州は+10 kHzのオフセットあり
- 当送信所は、日本国内のテレビ送信施設としては、最も高い地点（2,031 m）にある。

### FMラジオ放送送信設備
| 周波数 （MHz） | 放送局名                | コールサイン | 空中線電力 | 実効輻射電力 | 放送対象地域 | 放送区域内世帯数 |
| -------------- | ----------------------- | ------------ | ---------- | ------------ | ------------ | ---------------- |
| 79.7           | FM長野 長野エフエム放送 | JOZU-FM      | 1 kW       | 2.4 kW       | 長野県       | -                |
| 84.0           | NHK 長野FM              | JONK-FM      | 500 W      | 2.7 kW       | 長野県       | -                |
| 92.2           | SBC 信越放送            | -            | 1 kW       | 2.4 kw       | 長野県       | -                |

放送局の送信施設のほか美ヶ原には、官庁、業務用無線の無線中継施設が設置されている。

## アクセス
- JR東日本：篠ノ井線（松本駅）、北陸新幹線（上田駅）
- 上田駅から千曲バス：美ヶ原山本小屋線（山本小屋停留所）（休止中）
- 松本バスターミナルからアルピコ交通（通称・松本電鉄バス）：松本 - 美ヶ原高原美術館線（山本小屋停留所または美ヶ原高原美術館）（休止中）
- 美ヶ原高原観光バス（季節運行）：上田駅お城口（1番のりば） - 生島足島神社（上田駅発乗車のみ・上田駅行き降車のみ） - 武石地域自治センター - 武石観光センター - 道の駅美ヶ原高原
- 松本駅から美ヶ原高原直行バス（美ヶ原自然保護センター）
  - 松本駅 - 美ヶ原温泉 - 浅間温泉 - 美鈴湖 - 思い出の丘 - 美ヶ原高原自然保護センター
  - 美ヶ原自然保護センターと美ヶ原高原美術館は約7 km離れている。
  - 毎年6月から9月の間の土曜祝日のみ（7月中旬から8月末までは毎日）運行。
  - ツール・ド・美ヶ原高原自転車レース大会開催日は運休。
  - 2018年6月16日から運行開始。初年度は6月16日から9月30日までの運行とし、6月16日から9月30日までは土日祝のみだが7月17日から8月31日までの平日運行とした。
  - アルピコタクシーによる運行で松本駅アルプス口の乗降場所は2024年シーズンより従来の駅前広場西側から31番のりばに変更された。また今シーズンから予約制となったがウェブで出発の1か月前から当日乗車便の出発15分前までに予約することになっており、電話予約は受け付けていない。2025年シーズンからはウェブ予約に加えてカード決済が必要になった。

## 関連画像

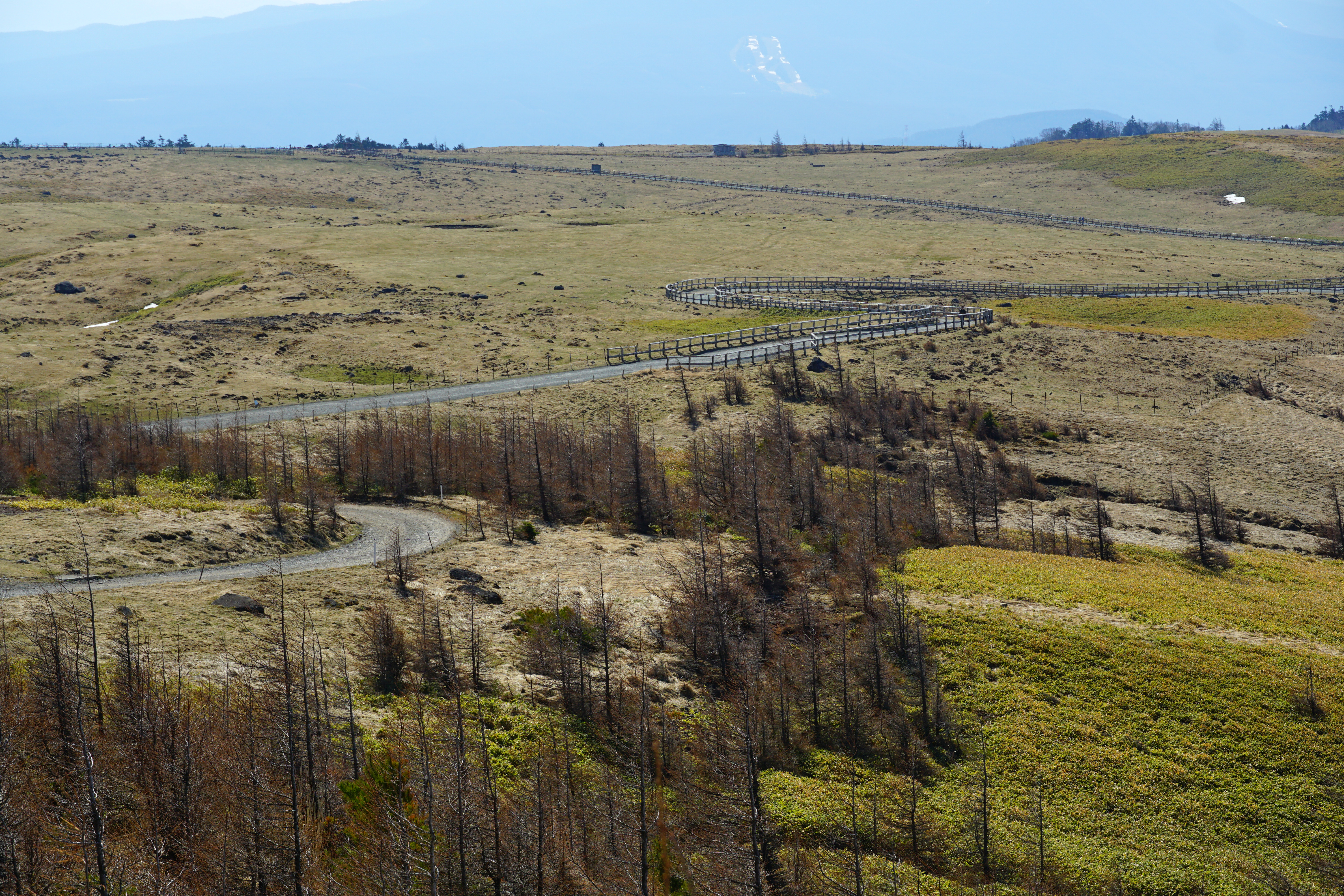
パノラマコース
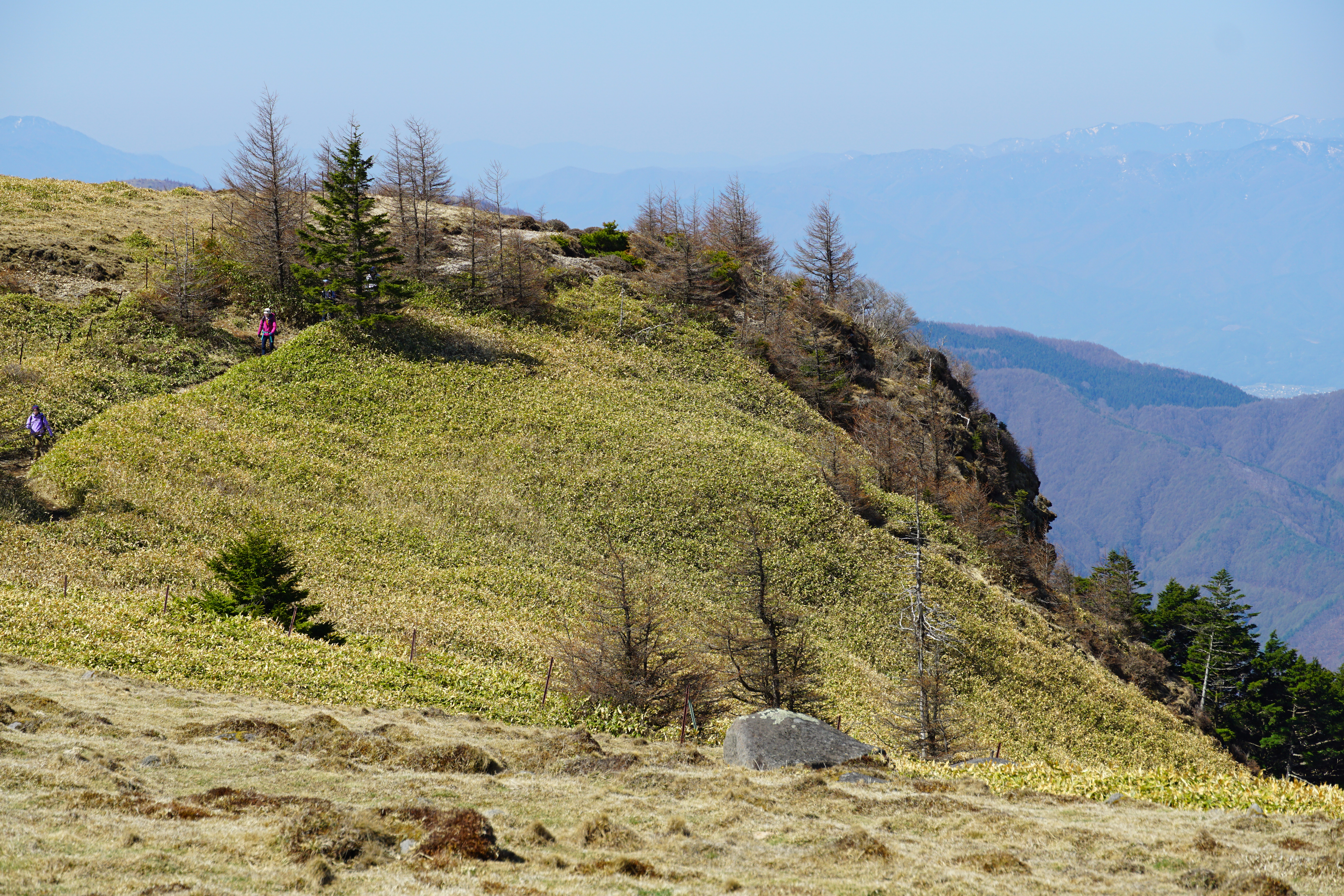
アルプス展望コース
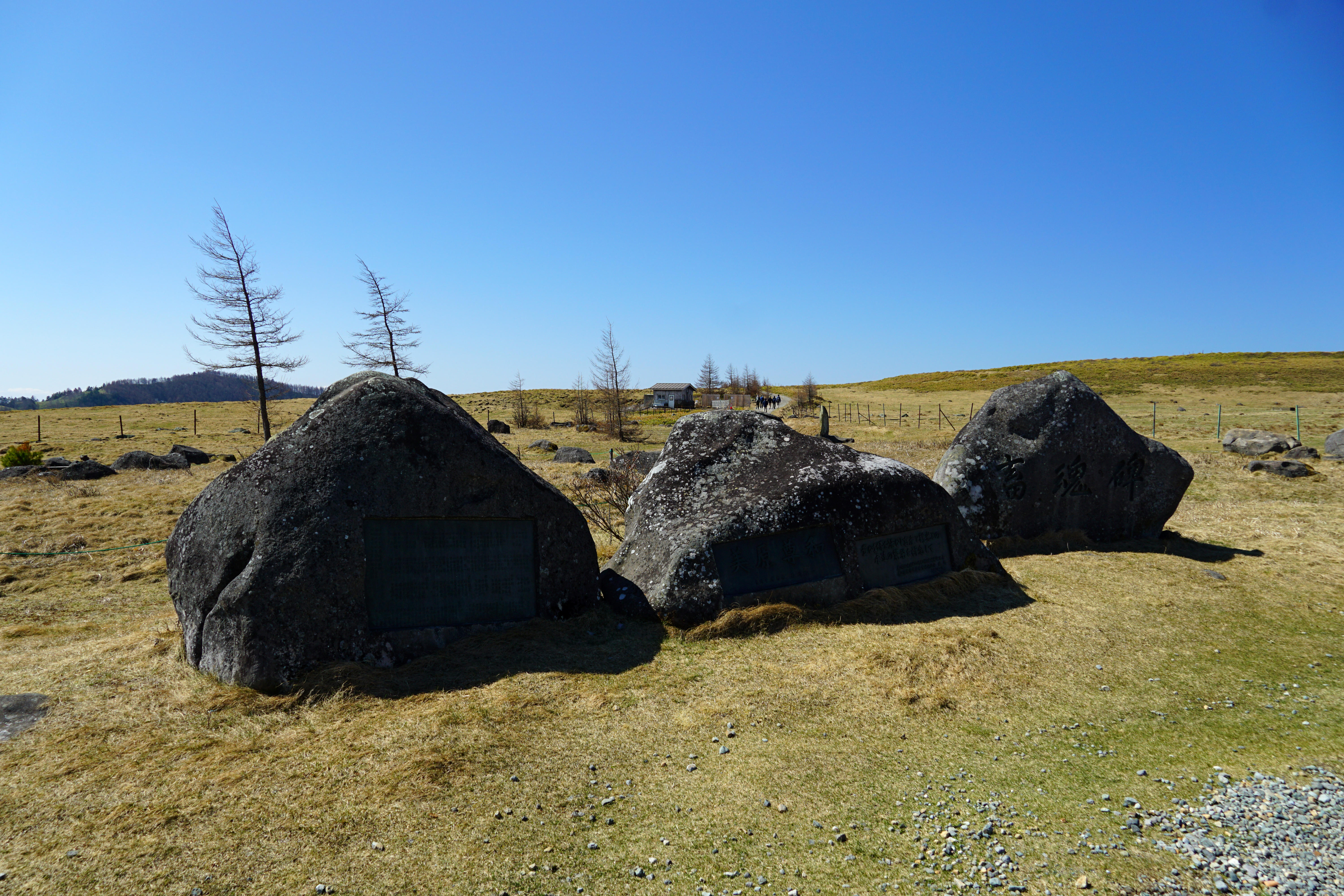
塩くれ場
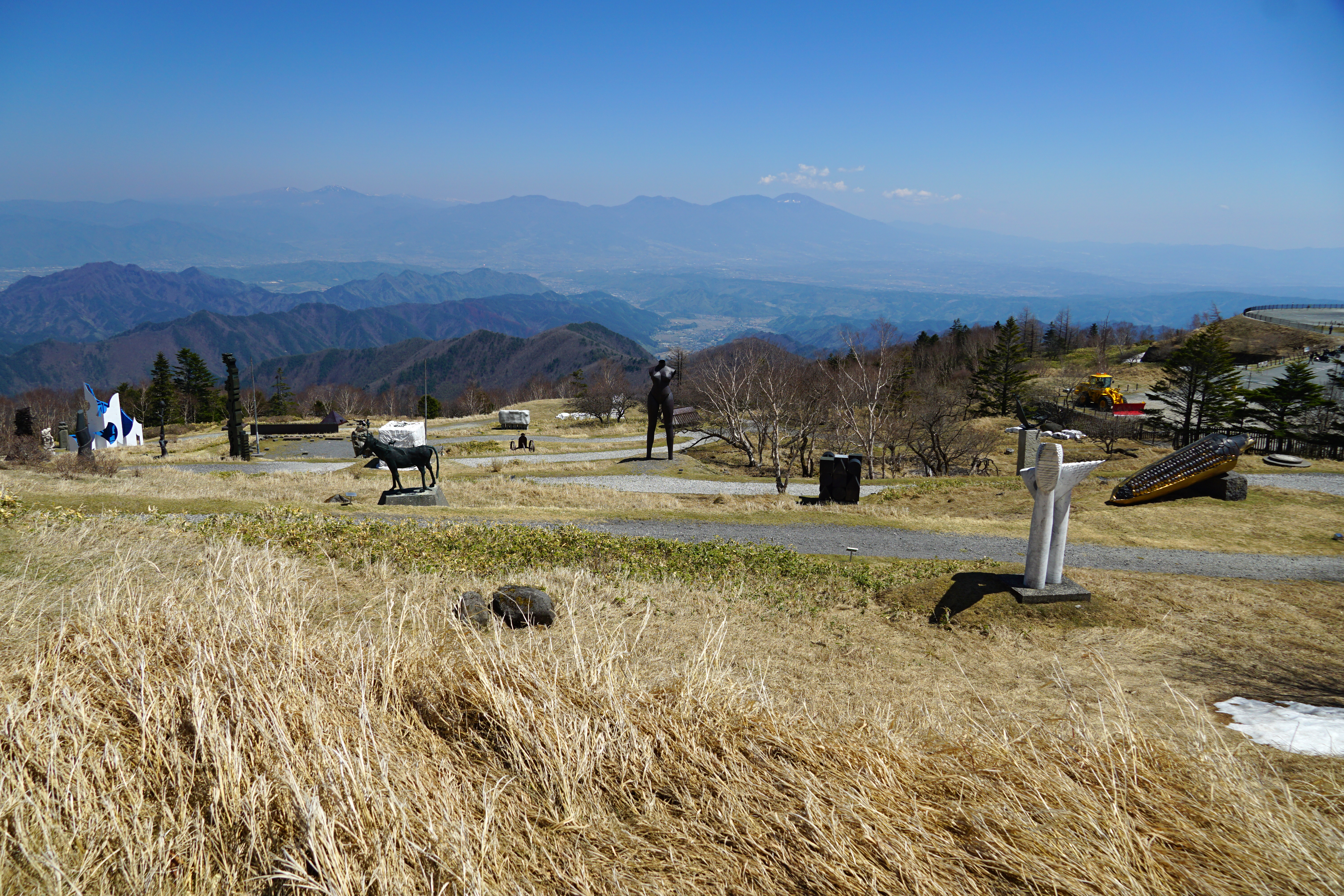
美ヶ原高原美術館
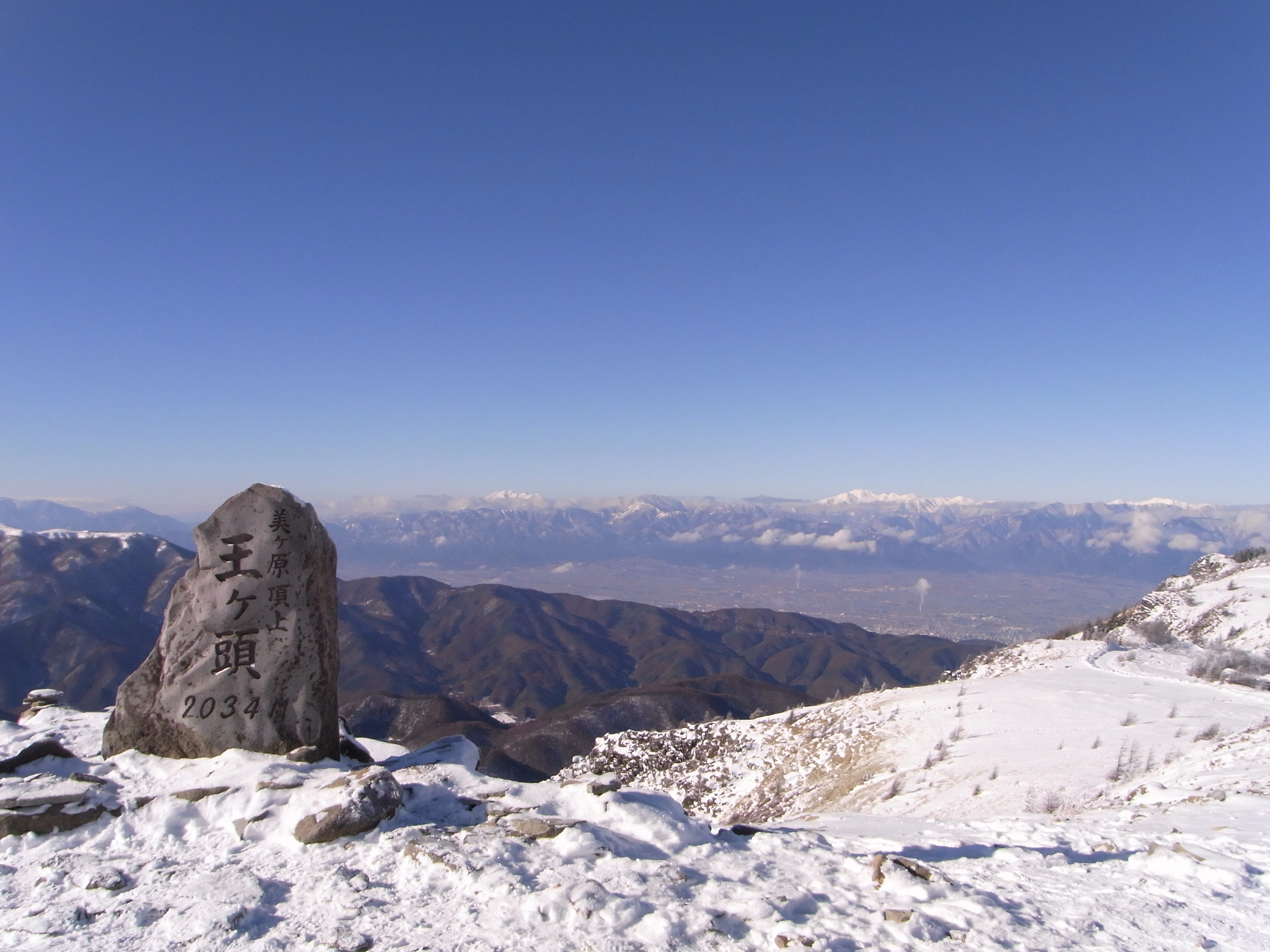
美ヶ原山頂
『信濃奇勝録』にある美ヶ原の片石（）。瓦の代わりに片石で土蔵の屋根をふいていたとされる[12]。
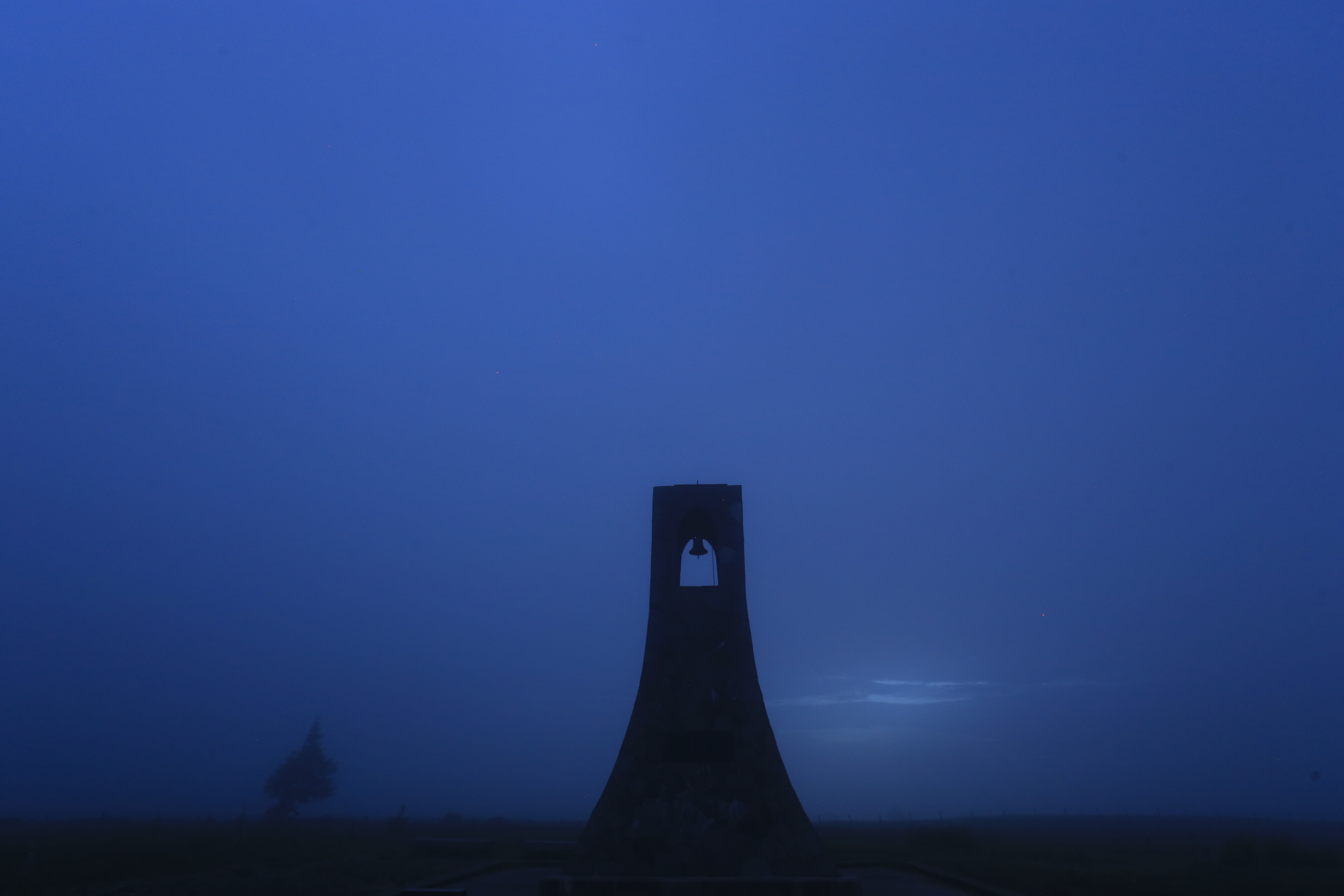
霧に包まれた「美しの塔」

## 隣接する山
- 霧ヶ峰